# Bulbo del pene
Poco prima che ciascuno dei due peduncoli del pene incontri il proprio compagno esso presenta un leggero allargamento, nominato dal Kobelt bulbo del corpo spongioso del pene, o bulbo del pene. È un omologo dei bulbi vestibolari nelle femmine.